# 久我インターチェンジ
久我インターチェンジ（くがインターチェンジ）は、三重県亀山市関町越川にある名阪国道のインターチェンジである。

## 歴史
2021年（令和3年）12月14日から2022年（令和4年）3月31日の予定で上り線（名古屋方面）出口の改良工事が行われ、減速車線が45m延伸した。これにより、当インターと本線のスムーズな分流が可能となった。

## 道路
- E25 名阪国道（3番）

## 周辺
- 中日運輸
- 光円寺

## 隣
E25 名阪国道
(2) 関IC - (3) 久我IC - (4) 向井IC